# Visconde de Nossa Senhora das Mercês
Visconde de Nossa Senhora das Mercês é um título nobiliárquico criado por D. Luís I de Portugal, por Carta de 21 de Agosto de 1879, em favor de Cândido Pacheco de Melo Forjaz de Lacerda, antes 1.º Barão de Nossa Senhora das Mercês.
Titulares
1. Cândido Pacheco de Melo Forjaz de Lacerda, 1.º Barão e 1.º Visconde de Nossa Senhora das Mercês.

Após a Implantação da República Portuguesa, e com o fim do sistema nobiliárquico, usou o título: 
1. José de Bettencourt Pacheco de Melo Forjaz de Lacerda, 2.º Visconde de Nossa Senhora das Mercês.